# مارسيل رين
مارسيل رين (بالفرنسية: Marcel Reine)‏ (ديسمبر 1901- نوفمبر 1940)، هو طيَّارٌ فرنسي ذائعُ الصَّيتِ؛ وُلِد في مدينة أوبرفيلييه، وتوفيَّ في نوفمبر 1940 في البحر الأبيض المتوسط عقب حادثة طيران. إذ يُعدُّ واحدٌ رواد خطوط البريد الجويِّ الفرنسيَّة الرئيسيَّة في الحروب. حيثُ أُسِرَ ثلاث مرَّاتٍ على يدِ المغاربة بالجنوب المغربي بجانب صديقهِ الطَّيار أنطوان دو سانت إكزوبيري، خاصة في سواحل مدينة طرفاية.